# Smolnik (powiat bieszczadzki)
Smolnik (ukr. Смільник) – wieś w Polsce położona w województwie podkarpackim, w powiecie bieszczadzkim, w gminie Lutowiska. Leży nad potokiem Smolniczek, dopływem Sanu, przy drodze wojewódzkiej nr 896. Wieś jest częścią składową sołectwa Lutowiska.

## Historia
Nazwa miejscowości wywodzi się od ukr. смола i pol. smoła, najprawdopodobniej istniała tutaj osada smolarzy, którzy bronili granic przed okolicznymi zbójami. Pierwsza materialna wzmianka o istniejącej parafii prawosławnej w Smolniku pochodzi z rejestru poborowego ziemi sanockiej z 1589 roku. Przypuszczać należy, że cerkiew powstała zaraz po powstaniu wsi i osadzeniu jej na prawie wołoskim po roku 1530.
Pierwsza wzmianka o szkole pochodzi z 1848 roku, nauczycielem był Iwan Szymczyszak, który uczył 11 dzieci. W 1895 roku wybudowana została nowa szkoła, jednak jej pełna działalność rozpoczęta została dopiero w 1904 roku jako szkoła jednoklasowa z ruskim językiem nauczania. W czasie wojny szkoła została zniszczona. W 1922 gmina przystąpiła do jej odbudowy, w 1928 wystąpiono z wnioskiem do Rady Szkolnej Powiatowej o utworzenie szkoły w budynku własnym. W 1930 roku działał szkoła z ukraińskim językiem nauczania i czytelnia „Proświty”.
W połowie XIX wieku właścicielami posiadłości tabularnej Smolnik była Krystyna Niemczewska i rodzeństwo Adel. W 1876 roku w Smolniku został uruchomiony pierwszy tartak parowy w Bieszczadach Zachodnich należący do właścicieli majątku Józefa i Jakuba Kohnów. W jego budowę zaangażowana była grupa ok. 30 Niemców. Smolnik jest jednym z najstarszych ośrodków górnictwa naftowego na świecie, kopalnie ropy naftowej istniały tu przed 1884.
Od 16 sierpnia 1945 roku Smolnik należał do obwodu lwowskiego Ukraińskiej Socjalistycznej Republiki Radzieckiej. W wyniku zawarcia umowy granicznej między władzami ZSRR a PRL z 15 lutego 1951 roku obszar wsi Smolnik powrócił do granic państwa polskiego, jednakże rdzenna ludność została przesiedlona do USRR. Część mieszkańców osiedliła się wsi Hawriłowka w obwodzie chersońskim. W latach 1951–1960 zabudowa wsi uległa zniszczeniu, zachowała się jedynie zabytkowa cerkiew z 1791 (świątynia wybudowana jako czwarta w tej miejscowości). Na skutek zainteresowania konserwatora zabytków, a w efekcie późniejszego wpisania na listę zabytków, cerkiew mogła otrzymać dofinansowania na remont i przetrwać do dziś. Jakkolwiek po przeprowadzonych przystosowaniach do użytku przez parafię rzymskokatolicką, cerkiew utraciła swój oryginalny wygląd wewnętrzny świadczący o poprzednich tradycjach liturgicznych i kulturze okolicznej ludności.
W latach 1975–1998 miejscowość należała administracyjnie do województwa krośnieńskiego.
W miejscowości działało Państwowe Gospodarstwo Rolne Smolnik i nowy tartak w miejscu dawnego tartaku Kohnów. W 1982 zostało przejęte przez Kombinat Rolno-Przemysłowy „Igloopol” w Dębicy jako Gospodarstwo Rolne Smolnik. W 1990 roku dobra po „Igloopolu”" miała przejąć spółka „Karpaty”, lecz strajk robotników udaremnił ten projekt.
Wieś leży na szlaku architektury drewnianej województwa podkarpackiego.

## Zabytki

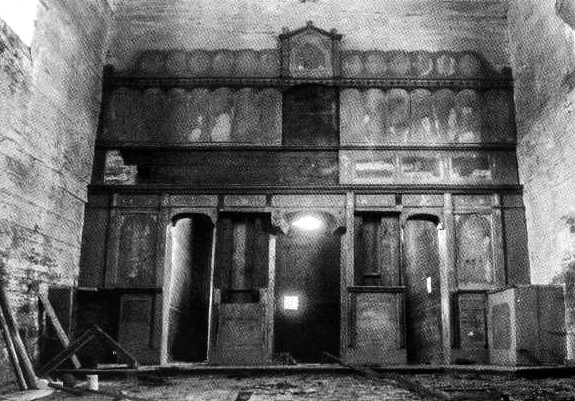
Zniszczony ikonostas w cerkwi św. Archanioła

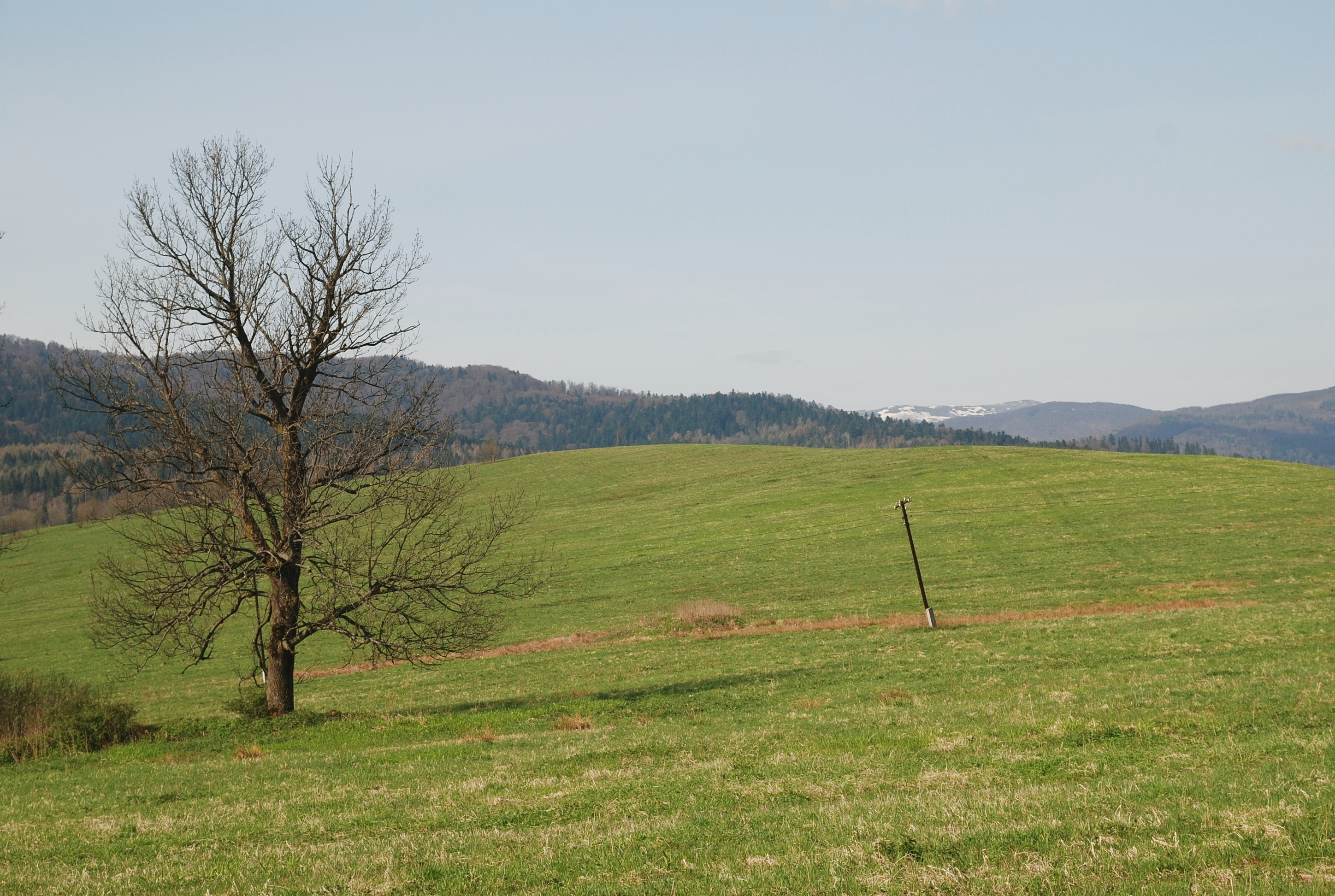
Smolnik, widok obok cerkwi

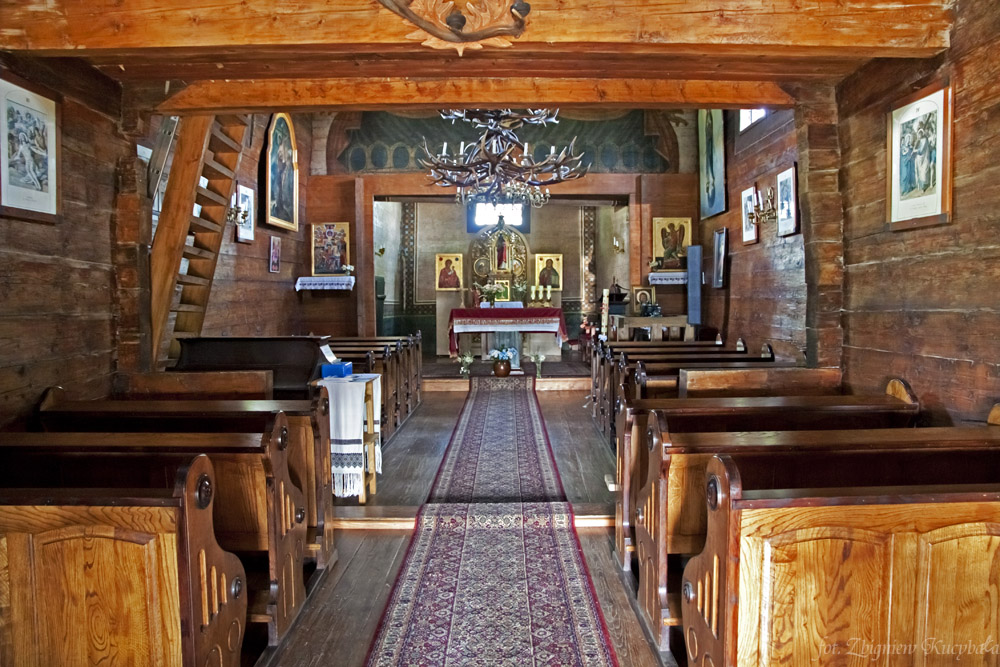
Wnętrze cerkwi w 2012

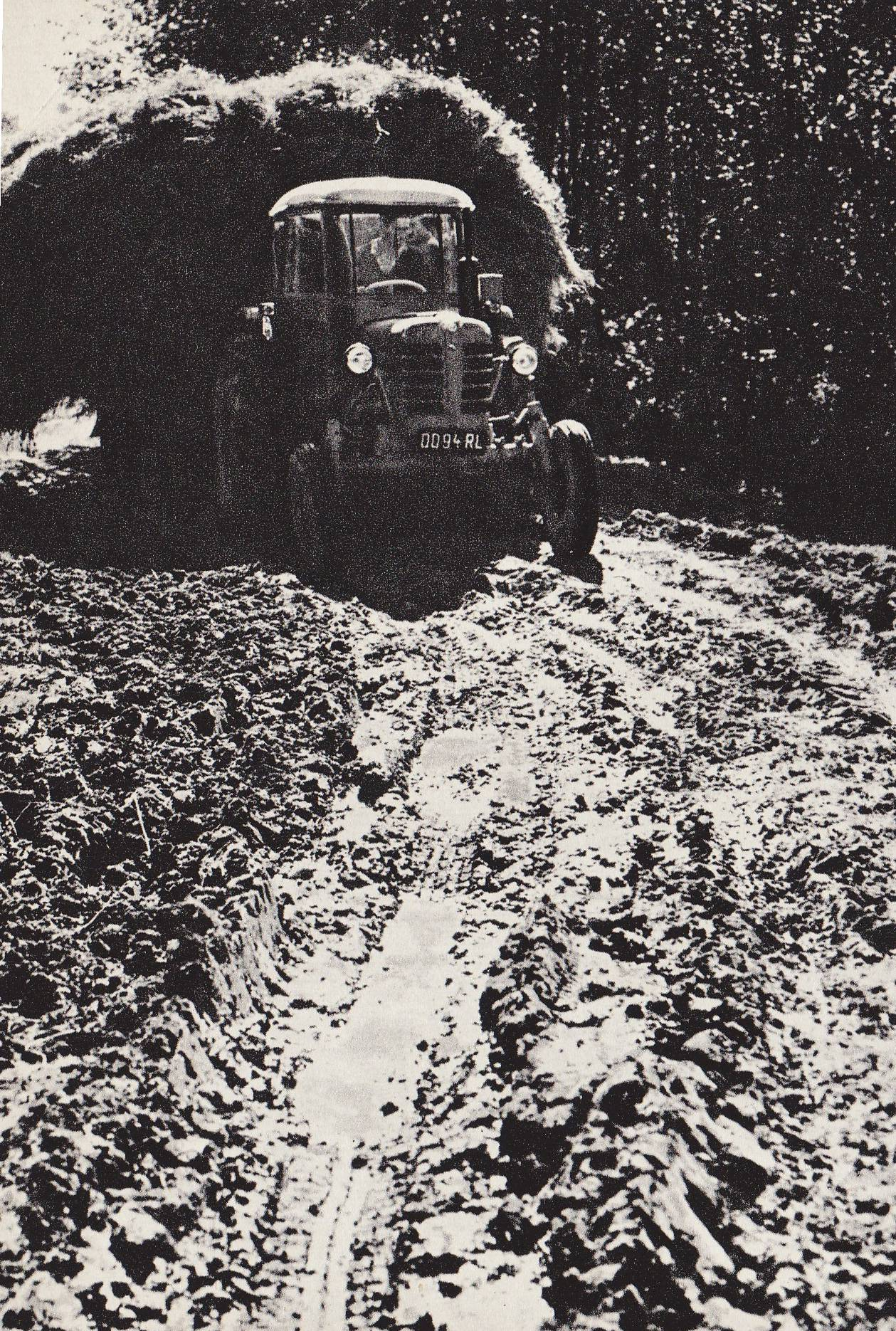
Państwowe Gospodarstwo Rolne w Smolniku (1968)

Cerkiew greckokatolicką pw. Michała Archanioła wzniesiono w 1791 r. jako czwartą z kolei cerkiew w tej miejscowości. Opuszczoną po 1951 cerkiew wyremontowano w 1969 przywracając jej pierwotną formę. We wnętrzu zachowała się figuralna polichromia ścienna z końca XVIII wieku. W 1974 roku cerkiew została przejęta przez parafię rzymskokatolicką. Świątynia w Smolniku należy do nielicznie zachowanych na terenie pd.-wsch. Polski, trójdzielnych cerkwi kopułowych powszechnie występujących na Bojkowszczyźnie, z których większość została zniszczona na tym obszarze po 1947 r. Jednakże po dokonanych przystosowaniach do użytku jako kościół została pozbawiona oryginalnego wyglądu wewnątrz.
W 2013 roku została wpisana na Listę Światowego Dziedzictw UNESCO wraz z innymi drewnianymi cerkwiami w Polsce i na Ukrainie. Dwie prawosławne ikony datowane na rok 1547 ze smolnickiej cerkwi znajdują się obecnie w Muzeum Sztuki Ukraińskiej we Lwowie.

## Ludność
- 1880 rok Smolnik zamieszkiwały 562 osoby w 67 domach mieszkalnych:
  - 371 wyznania greckokatolickiego
  - 74 wyznania mojżeszowego
  - 83 wyznania rzymskokatolickiego
  - 34 innego wyznania
- 1921 – 580 osób w 87 domach mieszkalnych:
  - 433 wyznania greckokatolickiego
  - 79 wyznania mojżeszowego
  - 64 wyznania rzymskokatolickiego
  - 4 innego wyznania[14]
- 1931 – 713 osób w 117 domach
- 1938 – 604 osoby
- 1950 – 270 osób w 47 domach
- 1960 – 141 osób
- 1978 – 194 osoby
- 1991 – 173 osoby
- 2004 – 182 osoby
- 2011 – 180 osób[15][16]
- 2020 – 175 osób[2]

Smolnik według danych na koniec 2011 roku liczył 180 mieszkańców w tym 88 kobiet i 92 mężczyzn. Było 118 osób w wieku produkcyjnym, 45 w wieku przedprodukcyjnym i 17 w wieku poprodukcyjnym.

## Zagospodarowanie turystyczne
Przez wieś biegnie rowerowa trasa turystyczna „Wokół Otrytu”.
W miejscowości znajduje się znana karczma „Wilcza Jama” dysponująca kilkoma domkami noclegowymi. W dniu 5 marca 2025 r. budynek karczmy wraz z mieszkaniem gospodarzy w znacznym stopniu zniszczył pożar. W akcji gaśniczej brało udział blisko 100 strażaków z 27 zastępów. Prowadzona jest odbudowa obiektu tak, by karczma była gotowa przyjąć gości na majówkę w 2026 roku.